# Art Barns Lolland
Art Barns Lolland er et påtænkt kunstprojekt, der går ud på at huse op til 20 større kunstinstallationer af internationalt anerkendte kunstnere permanent i tidligere lader og lignende bygninger på Lolland og Falster. Projektet blev første gang præsenteret for en bredere offentlighed i 2022, har blandt andet fået økonomisk støtte fra Lolland og Guldborgsund Kommuner og er kommet på Finansloven 2025. Ambitionen er, at de første kunstlader skal åbnes for publikum i begyndelsen af 2027.

## Idé
Personerne bag projektet gjorde første gang deres planer kendt for en bredere offentlighed i 2022. Tanken er at udstille kunstværker, som har været præsenteret internationalt, men efterfølgende står til at blive opmagasineret eller destrueret og altså er "hjemløse". Ifølge initiativtagerne har kunst i meget store formater det strukturelle problem, at mange museer ikke har plads til kunst i disse størrelser, og kunstnerne selv kan have svært ved at komme af med dem, selvom der er tale om hovedværker. På Lolland og til dels på Falster er der imidlertid mange store bygninger på en række godser, som der ikke længere er brug for i produktionen, ligesom der findes en række ældre fabriks- og lagerbygninger fra f.eks. sukkerproduktion, som er arkitektonisk smukke, men i dag står ubrugte hen. I et pressemateriale fra 2022 nævnte initiativtagerne, at de første kunstlader, som oprindelig skulle have åbnet i foråret 2024, kunne ligge ved Fuglsang, Søllestedgaard, Søholt, Vennerslund, Reventlowparken ved Pederstrup samt Bønnelyches Pakhus i Nysted. Dernæst var det tanken, at der løbende skulle åbnes flere kunstlader op til 2029, hvor Femern Bælt-forbindelsen forventes at blive indviet.
Projektet indebar også en renovation af de udvalgte bygninger i forbindelse med udstillingsarbejdet. Senere blev tidsplanen ændret til, at de første bygninger skulle stå færdige til formålet i 2026 og dørene til de tre første Art Barns åbnes i begyndelsen af 2027.

## Organisation
Projektet er organiseret som en selvejende fond. I 2022 talte bestyrelsen bag projektet blandt andet formanden Jon Stokholm, Lene Tranberg, Peter Engberg Jensen, den tidligere museumsdirektør Lars Nittve og forskellige lokale forretningsmænd. Projektets direktør er Christoffer Hauglund Faurschou.

## Økonomisk støtte
Projektet har søgt dels offentlig, dels fondsstøtte. Realdania har støttet en forundersøgelse af projektet. I 2021 støttede Lolland Kommune, Guldborgsund Kommune og Business Lolland-Falster udviklingen af projektet med 1 million kr., og i maj 2022 gav de to kommuner tilsagn om yderligere støtte på 6,18 millioner kr. i takt med, at projektet realiseres. Lolland Kommune trak sig imidlertid fra yderligere finansiering af projektet i 2023 med den begrundelse, at projektet ikke havde nået sit eget finansieringsmål. I 2024 gav Guldborgsund Kommune omvendt tilsagn om yderligere omkring en snes millioner kr. over de kommende år, forudsat at den øvrige påtænkte finansiering faldt på plads. I 2024 blev projektet optaget på Finansloven for 2025, hvor der blev afsat 1½ million kr. i hvert af årene 2025-2027.
Projektet har dog ikke vakt udelt begejstring på Lolland. I 2022 kritiserede kunstneren Jens Flensted Andersen Art Barns-projektet for at være for kommercielt orienteret og at bevæge sig væk fra det autentiske og lollandske for at "fylde nogle lader med diverse kunst fra fem kontinenter". I 2024 fortalte den falsterske gallerist Jeppe Westrup til Folketidende, at han syntes, projektets forventninger til besøgstal lød urealistisk høje. Han var desuden betænkelig ved, at de kommunale støttekroner indtil da primært var gået til lønninger til projektmagerne, mens kun 15 % af de afholdte udgifter i 2023 var gået til kunstindkøb. Westrup udtalte med en reference til Jens Haanings meget omtalte happening Take the Money and Run, at man kunne kalde Art Barns-projektet "Take the money and stay".

## Påtænkte kunstnere
Projektet har ikke ønsket at oplyse navne på de påtænkte kunstnere, inden planerne var mere fremskredne. Lolland-Falsters Folketidende skrev dog i september 2024 ud fra lækkede dokumenter, at der var planer om at udstille værker af kinesiske Ai Weiwei ved Vennerslund, franske Céleste Boursier-Mougenot ved Fuglsang og colombianske Doris Salcedo ved Bønnelyches Pakhus.